# Hypoperigea turpis
Hypoperigea turpis là một loài bướm đêm trong họ Noctuidae.